# Strazzata
La Strazzata è un tipo di focaccia caratteristico della Basilicata, originario della zona di Avigliano, e base dell'alimentazione contadina delle colline ioniche, dove è molto sottile. È riconosciuta come prodotto agroalimentare tradizionale lucano.

## Descrizione
Il nome è una forma italianizzata di strazzat, che in dialetto locale significa "stracciata" o "strappata", il che rimanda all'uso di staccarne i pezzi "strappando" la focaccia con le mani, anziché con l'uso del coltello. Gli ingredienti base sono acqua, lievito, farina, pepe nero macinato e origano (un'altra varietà prevede anche l'aggiunta di strutto e piccoli pezzi di lardo). Come da tradizione, questo alimento era utilizzato nei matrimoni e nelle feste in genere, per accompagnare il vino.

## Preparazione
La strazzata, tramite lavorazione a mano, si ottiene sciogliendo il lievito nell'acqua tiepida e mescolandolo con la farina si crea un impasto morbido e compatto. La farina deve provenire da una molitura non troppo fine, cioè deve contenere una parte di crusca che dà una colorazione alla strazzata leggermente più scura del pane. All'interno dell'impasto viene aggiunto il pepe nero, dopo essere stato rigorosamente macinato, e il lardo (secondo un'altra variante della ricetta). L'impasto finale viene fatto riposare fino ad una completa lievitazione naturale e dopo aver effettuato un buco al centro viene cotto nel forno a legna. La strazzata viene farcita, generalmente, con provolone e prosciutto crudo, ma anche con frittata e peperoni cruschi.

## Manifestazioni
L'alimento è il protagonista dell'omonima Sagra della Strazzata, organizzata dall'associazione culturale "Il Cigno" e che si tiene annualmente nel periodo di agosto a Stagliuozzo, frazione aviglianese di circa 250 abitanti, a un paio di km dal castello federiciano di Lagopesole. Altri prodotti offerti dalla manifestazione sono il vino Aglianico del Vulture DOC e i formaggi di Filiano come il pecorino DOP.